# Ruta 55 (Uruguay)
La ruta 55 es una de las carreteras nacionales de Uruguay.

## Trazado
Esta carretera presenta dos tramos separados, uno de ellos, une la planta de celulosa de Montes del Plata, ubicada en Punta Pereira, en la zona de Conchillas, departamento de Colonia, con la ruta 2, a la altura de J.E. Rodó, en el departamento de Soriano. El otro tramo une la ruta 14 en el departamento de Soriano, con la ruta 3 en el departamento de Río Negro, pasando en su recorrido por la represa de Palmar, sobre el río Negro.
Kilometraje:
• Primer segmento:
Departamento de Colonia
Km 12.000 (sur): Planta de celulosa Montes del Plata y acceso a Puerto Inglés
Km 5.100 (sur): Estación de servicio Ancap y acceso a Conchillas y Pueblo Gil
Km 0.000: Empalme con Ruta 21:
• Al este: Colonia del Sacramento
• Al oeste: Carmelo
Km 13.000: Centro poblado Campana
Km 26.000 al 29.000: Ciudad de Ombúes de Lavalle
Km 31.300: Empalme con Ruta 12:
• Al este: Cardona y Florencio Sánchez
• Al oeste: Nueva Palmira
Departamento de Soriano
Km 34.200: Acceso a Perseverano, Lares y Castillos
Km 38.000: Radial Castillos
Km 39.000: Río San Salvador
Km 44.100: Arroyo del Medio
Km 57.200: Arroyo San Martín
Km 65.500: Empalme con Ruta 2, ciudad de José Enrique Rodó y fin del primer segmento 

• Segundo segmento:
Departamento de Soriano
Km 0.000: Empalme con Ruta 14:
• Al sureste: Trinidad
• Al oeste: Mercedes
Km 14.400 al 15.500: Centro poblado Palmar
Km 16.100 al 16.400: Represa de Palmar - Río Negro
Departamento de Río Negro
Km 26.300: Arroyo Sauce Grande
Km 30.900: Empalme con Ruta 3 y fin del segmento:
• Al sureste: Trinidad
• Al noroeste: Young

## Características
Estado y tipo de construcción de la carretera según el tramo 
| Tramo                     | Tipo de Red         | Tipo de Construcción   | Estado    |
| ------------------------- | ------------------- | ---------------------- | --------- |
| Ruta 3-Represa de Palmar  | Nacional secundaria | Tratamiento bituminoso | Regular   |
| Represa de Palmar-Ruta 14 | Nacional secundaria | Tratamiento bituminoso | Muy bueno |
| Ruta 2 - Ruta 12          | Nacional secundaria | Tratamiento bituminoso | Bueno     |
| Ruta 12 - Ruta 21         | Nacional secundaria | Hormigón               | Excelente |
| Ruta 21-Punta Pereira     | Nacional secundaria | Hormigón               | Excelente |

## Obras
El 25 de noviembre de 2013 se inauguró el nuevo tramo comprendido entre la planta de celulosa Montes del Plata, en punta Pereyra (Colonia) y la ruta 21, así como el intercambiador a desnivel en el cruce con esta ruta. El nuevo tramo consta de 12 km, y la obra tuvo un costo de 28 millones de dólares, fue financiada por la empresa Montes del Plata, y la obra estuvo a cargo de la empresa Colier S.A.